# Atlanthavsvägen

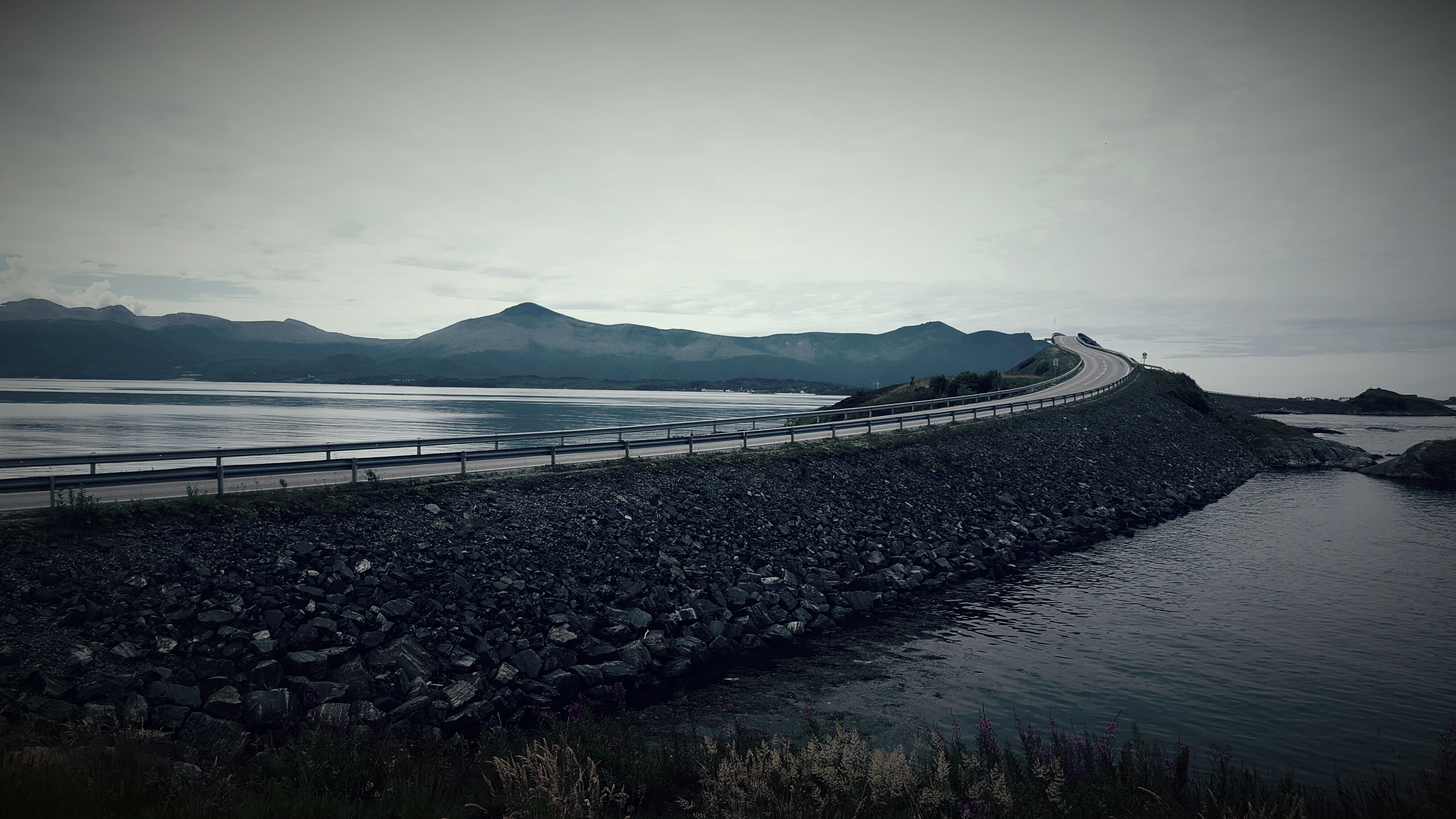
Atlanthavsvägen.

Vägmärke för nationell turistväg.

Atlanthavsvägen (norska: Atlanterhavsvegen / Atlanterhavsveien) är en 8,6 kilometer lång nationell turistväg mellan orterna Vevang i Hustadvika kommun och Kårvåg i Averøy kommun som sammanlänkar de små kustsamhällena mellan städerna Molde och Kristiansund i Møre og Romsdal fylke i Norge. Delar av vägen är byggd på små öar med hjälp av åtta broar och flera vägbankar. Vägen utnämndes 2005 till "århundradets norska konstruktion" och 2006 låg vägen högst upp på The Guardians lista över de fem bästa turistvägarna. Atlanthavsvägen är Norges näst mest besökta turistväg.
Fiskeindustrin i området var i behov av bättre vägförbindelser för att befrämja handel och export. Därför började vägen byggas 1983 och öppnades för trafik i juli 1989. Under de första tio åren var vägen avgiftsbelagd, men numera är den gratis.